# Christeen
Christeen est le plus ancien sloop ostréicole des États-Unis et a été déclaré National Historic Landmark le 5 décembre 1992. Ce navire-musée est toujours en navigation à Oyster Bay.

## Historique
Il a été construit en 1883 à Glenwood Landing, dans le Comté de Nassau (New York) comme un sloop à voile à corne, pour le capitaine William Smith afin de récolter des huîtres à Oyster Bay et à Cold Spring Harbor. Le sloop a été nommé en l'honneur de la femme du capitaine Smith. Tout au long de sa carrière, même en changeant de propriétaire, Christeen a travaillé dans les eaux de Greenport, de Southold, du Connecticut et du New Jersey.
En 1914, un moteur a été installé et Christeen a été utilisé au transport de fret entre Long Island et New London. De 1958 à 1976, il a été converti en yacht de plaisance et finalement, en 1989, il a été abandonné et a failli couler à New London dans le Connecticut.

## Préservation
Après avoir été sauvé par Tradewinds Education Network dans le Connecticut, Christeen a été donné à l'organisation à but non lucratif d'Oyster Bay Friends of the Bay et en 1992, le sloop est revenu dans le hameau d'Oyster Bay. Des fonds ont été collectés et au cours des sept années suivantes, il a été restauré et relancé. Il sert actuellement de navire-musée en activité, offrant des visites éducatives d'Oyster Bay et du port de Cold Spring.
Christeen a été ajouté au registre national des lieux historiques le 4 décembre 1991.